# Глинский сельский совет (Роменский район)
Глинский сельский совет (укр. Глинська сільська рада) — упразднённая административная единица в составе
Роменского района
Сумской области
Украины.
Административный центр сельского совета находился в 
с. Глинск
.

## Населённые пункты совета
- с. Глинск
- с. Сурмачевка
- с. Чеберяки

## Ликвидированные населённые пункты совета
- с. Зарудневка